# Эффект замещения
В экономической теории, и в частности в теории потребительского выбора, «эффект замещения» является одним из видов влияния изменения цены товара на величину спроса на этот товар со стороны потребителя. Второе из таких явлений называется эффектом дохода.
Если сделать предположение о неизменности потребительского набора, то снижение цены товара приводит к высвобождению части дохода, которая может быть использована на потребление большего количества каждого из товаров данной потребительской корзины. В результате новый потребительский набор по сравнению с предыдущим отражал бы эффект изменения относительных цен двух товаров (единицу одного товара теперь можно обменять на другое количество второго товара, поскольку соотношение их цен изменилось), так же как и эффект высвобожденного дохода. Эффект относительного изменения цен называется эффектом замещения, в то время как эффект от высвобождения доходов называется эффектом дохода.
Если доход изменяется в зависимости от изменения цены таким образом, что новая бюджетная линия проходит через исходный потребительский набор, но при этом угол наклона определяется на основе новых цен, а также оптимальный потребительский выбор лежит на бюджетной линии, то возникающее при этом изменение в потреблении носит название эффекта замещения по Слуцкому. Он описывает изменения в потребительском выборе, когда потребитель располагает достаточным количеством дохода, необходимым для приобретения им исходного (или изначального) набора товаров при текущих (новых, в отличие от предыдущих) ценах.
Однако если угол наклона новой бюджетной линии формируется на основе новых (текущих) цен, а при этом касательная к кривой безразличия проходит через изначальный набор потребителя, то разницу между новой точкой касания и исходным набором товаров описывает эффект замещения по Хиксу. Он представляет собой изменение потребительского выбора, когда потребитель располагает достаточным количеством дохода, необходимым для достижения им исходного уровня полезности при текущих ценах.
Эти же эффекты объясняют ситуации, когда цена товара, вместо снижения, повышается, при этом эффект замещения отражает изменение относительных цен, в то время как эффект дохода отражает ситуацию, когда доход используется для потребления постоянного поддерживаемого набора подорожавшего товара.

## Определение
Согласно К. Р. Макконнеллу и С. Л. Брю эффект замещения — 1) влияние при изменении цены товара, оказываемое на его относительную дороговизну и на его количество, которое потребитель приобретёт при неизменном доходе; 2) влияние при изменении цены ресурса, оказываемое на его количество, которое компания использует при неизменном объёме своего производства.
Из-за ограниченности бюджета экономического субъекта это означает, что удешевлённым продуктом замещается определённый объём потребления не изменившегося в цене продукта. Если падение в цене одного из продуктов влечёт за собой увеличение потребления обоих продуктов, речь идёт об эффекте дохода.

## Пример
Кто-то питается мясом и рыбой. После падения цены на мясо он решает, что, жертвуя определённым количеством рыбы, он может купить себе относительно больше мяса. В результате потребление рыбы сокращается, а потребление мяса увеличивается сверхпропорционально снижению цены.

## Графический анализ
Предположим, что исходная ситуация задана графиком (с товаром Y, изображенным по горизонтальной оси) с (неизменной) кривой безразличия и с бюджетным ограничением BC1, а также потребительским выбором в точке А, поскольку именно она выводит его на максимально высокий уровень кривой безразличия, соответствующий BC1. Бюджетное ограничение сформировано на основе дохода потребителя и цен двух товаров X и Y. Если падает цена товара Y, то происходит сдвиг бюджетной линии на BC2, предполагающий большее количество товара Y, поскольку если бы весь доход был использован на потребление товара Y, то его можно было приобрести в большом количестве при сравнительно низкой цене. Совокупный эффект от изменения цены заключается в том, что потребитель теперь выбирает потребительский набор в точке C.
Но переход от A к C можно объяснить с двух сторон. Эффект замещения — это изменение, возникающее при сохранении потребителем исходной кривой безразличия (сдвиг от A к B). Эффект дохода — это одновременный переход от B к C, который происходит из-за того, что более низкая цена одного товара фактически позволяет перемещаться на более высокую кривую безразличия. (В данном графике Y является малоценным благом)